# Johannes Cornelis de Jonge

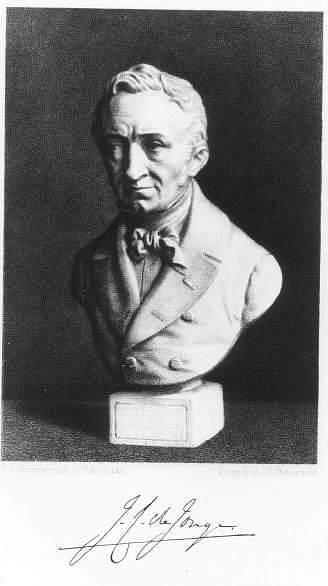
Johannes Cornelis de Jonge

Johannes Cornelis de Jonge (* 9. Mai 1793 in Zierikzee, Zeeland; † 11. Juni 1853 in Zuidhoorn, Rijswijk) war ein niederländischer Historiker und Archivar.

## Leben
De Jonge wurde in einer alten patrizischen zeeländischen Familie geboren (sein Vorfahre Bonifacius de Jonge war von 1615 bis 1625 Ratspensionär von Zeeland gewesen), weshalb er und seine Familie den aristokratischen Titel Jonkheer erhielten, als König Willem I. 1814 die niederländische Aristokratie restaurierte. Er war der Sohn von Willem Adriaan de Jonge van Campens Nieuwland und Cornelia Petronella Mogge Pous. Schon in jugendlichem Alter interessierte er sich für Geschichte und war maßgeblich daran beteiligt, eine Reihe mittelalterlicher Dokumente vor der Versteigerung durch die französischen Behörden in seiner Heimatstadt Zierikzee im Jahr 1810 zu bewahren. Dadurch kam er mit Hendrik van Wijn in Kontakt, dem ersten Archivar der Batavischen Republik, der 1814 auch erster Rijksarchivaris (Reichsarchivar) im neuen Königreich der Niederlande wurde und de Jonge im selben Jahr zu seinem Stellvertreter ernannte. Währenddessen setzte de Jonge sein Studium der Rechtswissenschaft und Geschichte an der Universität Leiden fort. Als Mitglied einer Studentenmiliz nahm er an der Waterloo-Kampagne der niederländischen Armee teil. Nach seiner Rückkehr nach Leiden wurde er 1816 mit der Arbeit Diplomata quaedam Hollandica et Zelandica partim inedita partim emendata animadversionibus illustrata promoviert. Im selben Jahr heiratete er Henrietta Philippina Jacoba van Kretschmar, mit der er fünf Kinder hatte. Eines seiner Kinder war Johan Karel Jakob de Jonge. Johannes Cornelis de Jonge starb 1853 nach einem Schlaganfall.

## Wirken
1814 war er zum stellvertretenden Leiter des niederländischen Reichsarchivs ernannt worden. 1816 wurde er auch zum Leiter des königlichen Münzkabinetts in  Den Haag berufen. In beiden Funktionen förderte er die Zugänglichkeit der Sammlungen durch die Publikation von Katalogen. Er schrieb historische Abhandlungen und veröffentlichte Faksimiles historischer Dokumente. 1825 wurde er Mitglied des Gemeinderats von Den Haag. 1831, nach dem Tod seines Mentors Van Wijn, wurde er selbst zum Reichsarchivar ernannt. In den folgenden Jahren verfasste er sein großes Werk über die Geschichte der niederländischen Marine. Im Jahre 1844 wurde er zum Wethouder (entspricht in etwa einem deutschen Beigeordneten) der Stadt Den Haag gewählt, was er bis zu seinem Tode blieb. Zwischen 1840 und 1851 war er auch Mitglied der Provinciale Staten der Provinz Südholland.

## Veröffentlichungen (Auswahl)
- Verhalen over den oorsprong der Hoeksche en Kabeljauwsche twisten. Leiden 1817
- Levensschets van Floris den voogd van Holland. 1819
- Notice sur le Cabinet des médailles et des pierres gravées de S.M. le Roi des Pays-Bas. Den Haag 1823
- Levensbeschrijving van Johan en Cornelis Evertsen, Luitenant-Admiralen van Zeeland. Den Haag 1820
- Verhalen over den oorsprong, den voortgang en de hoedanigheid van den invloed des derden Staats in de Statenvergaderingen gedurende het Hertogelijk en Grafelijk bewind in Braband, Vlaanderen, Holland en Zeeland. 1824
- De Unie van Brussel des jaars 1577. Den Haag 1825
- Verhandelingen en onuitgegeven stukken, betreffende de geschiedenis der Nederlanden. 2 Bände, Delft 1825, Den Haag 1827
- Onderzoek over den oorsprong der Nederlandsche vlag. 1831
- Hendrik van Wijn als geleerde en staatsman geschetst. 1832
- Geschiedenis van het Nederlandsche zeewezen. 6 Bände, Den Haag 1833–1848, 2. Auflage Haarlem 1858–1862
- Nederland en Venetië. Den Haag 1852
- Neerlands roem ter zee. Zwolle 1868